# Samone (Torino)
Samone (piemonti nyelven Samon) egy északolasz község (comune) a Piemont régióban.